# 조개풀
조개풀은 벼과에 딸린 한해살이풀이다.
한국 각지의 들이나 논둑에 나며, 아시아의 온난지역에도 널리 분포하며, 높이 20~50cm이다. 꽃줄기는 밑부분이 지면을 기고 줄기마디에서 뿌리가 나서 퍼지며 윗부분은 비스듬히 올라가게 된다. 잎은 달걀꼴이며 잎밑은 줄기를 싸고 가장자리에 센털이 있다. 9~10월 줄기 끝에 3~20개로 된 꽃이삭이 손바닥 모양으로 달린다. 작은이삭은 쌍으로 되어 꽃이삭 마디에 달리나, 자루가 있는 작은이삭은 퇴화하여 짧은 자루만으로 된다. 겉겨의 등면은 둥글고 센털이 난다. 잎과 줄기는 노랑 물감용으로 쓰인다.

## 사진

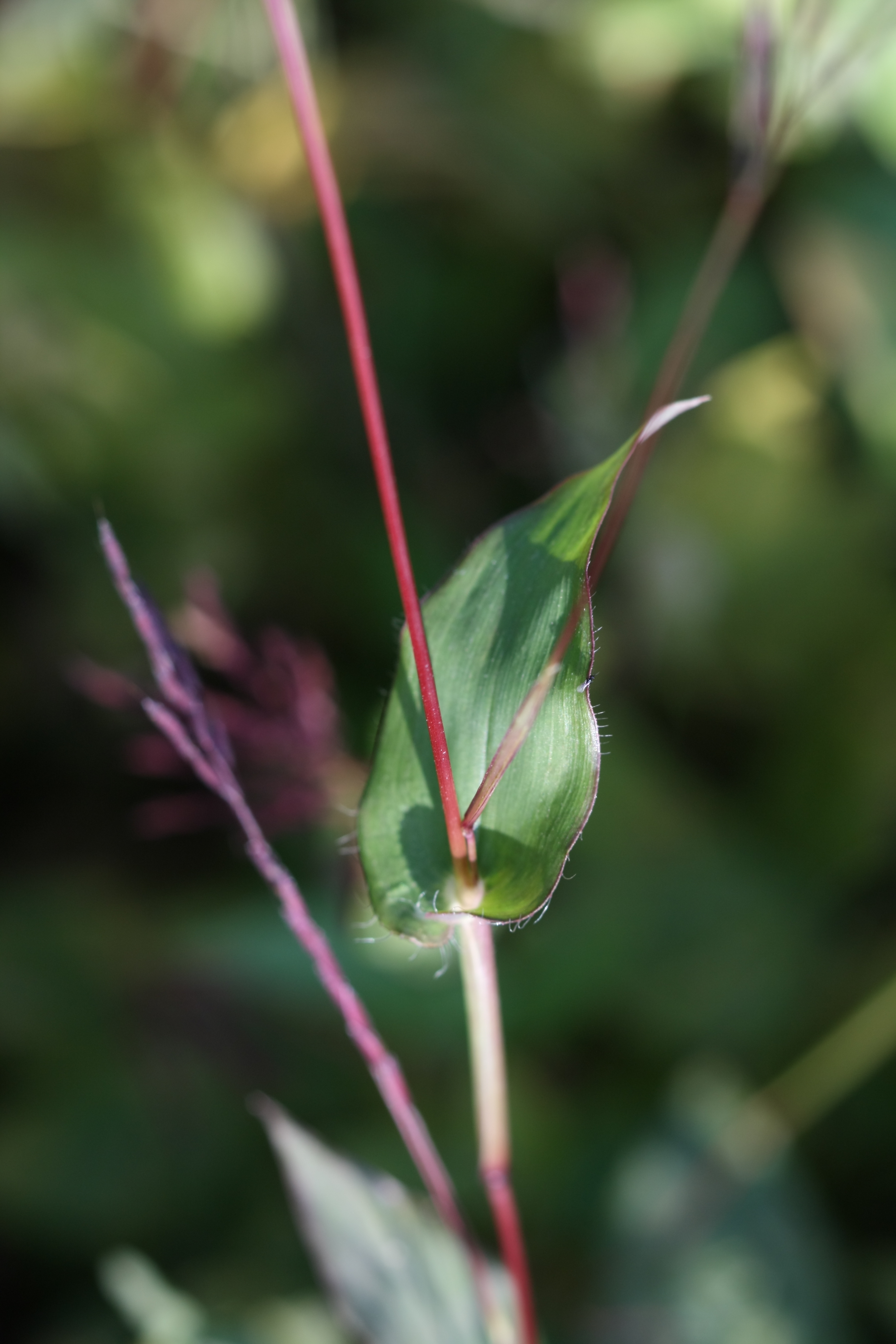
잎의 아랫 부분
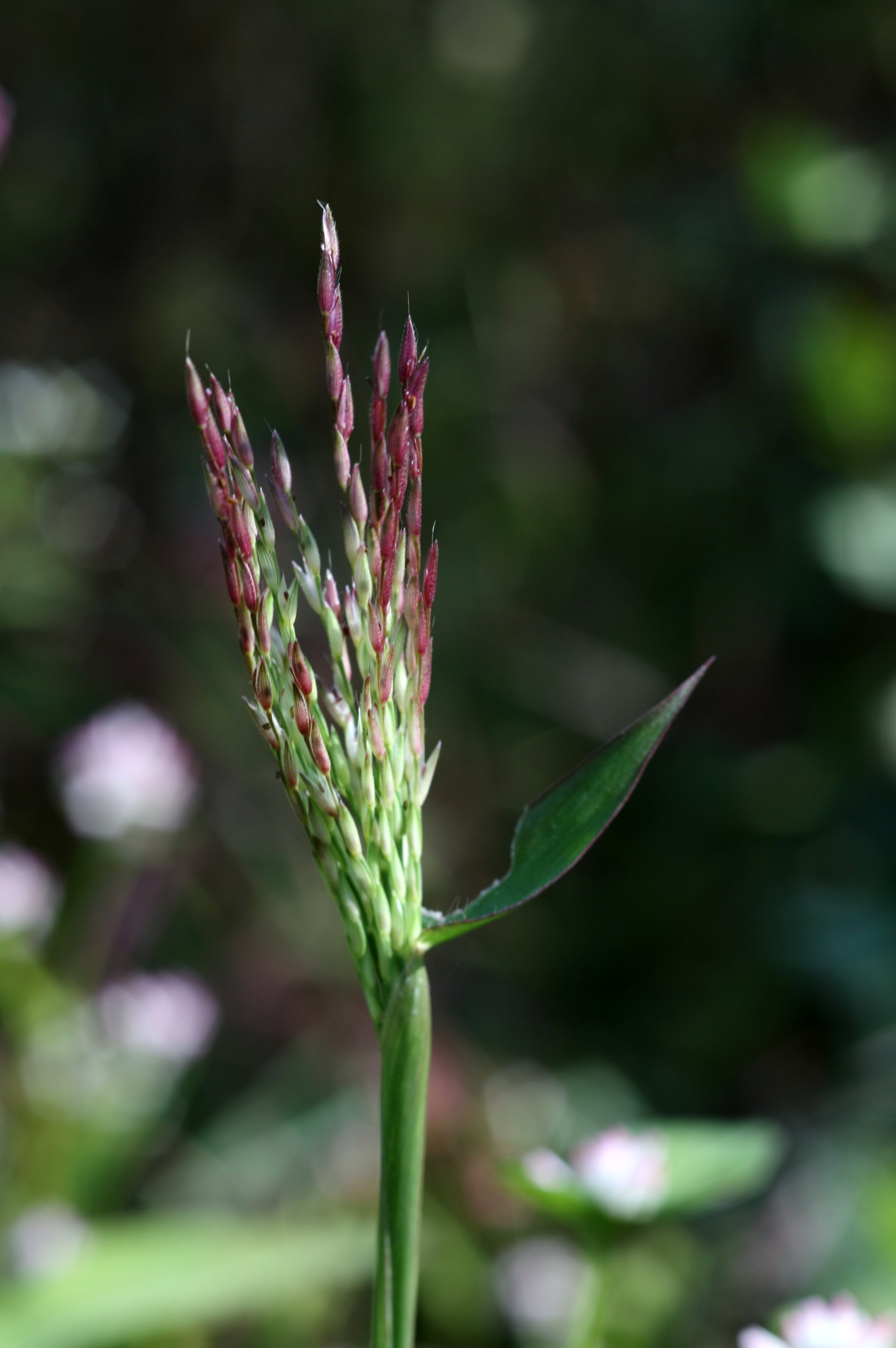
이삭
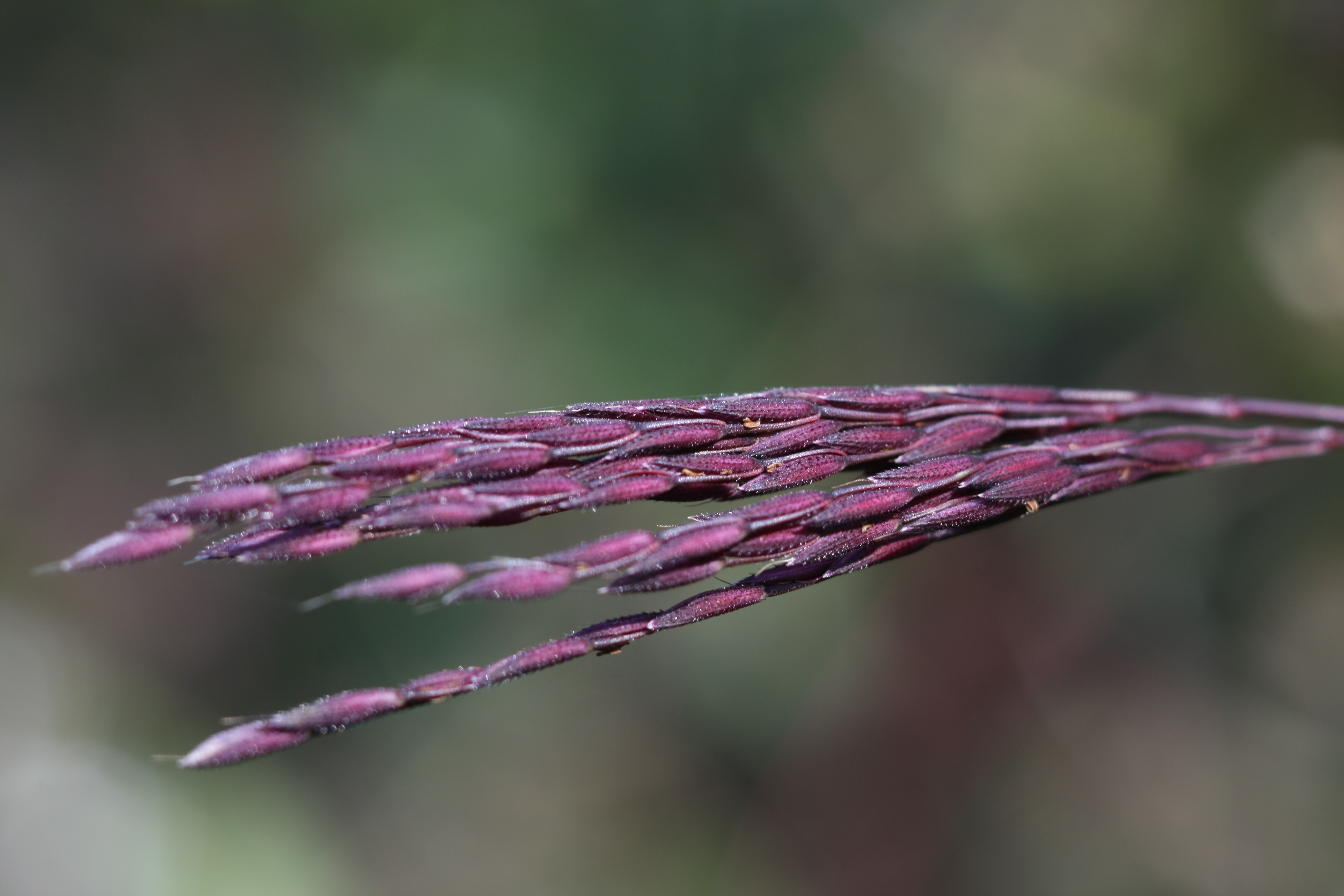
이삭
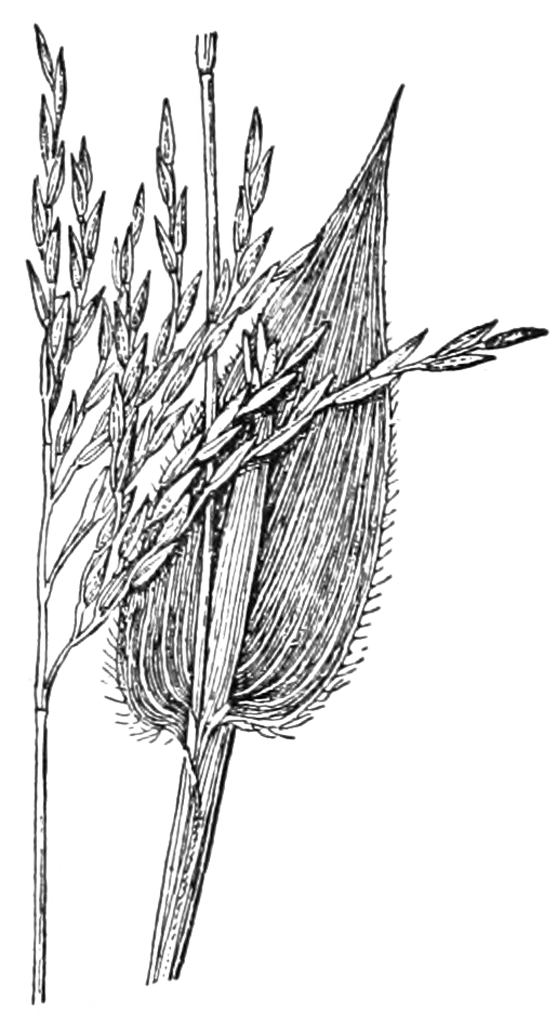

## 참고 문헌
- 이 문서에는 다음커뮤니케이션(현 카카오)에서 GFDL 또는 CC-SA 라이선스로 배포한 글로벌 세계대백과사전의 내용을 기초로 작성된 글이 포함되어 있습니다.